# Databeskyttelsesloven
Lov om supplerende bestemmelser til forordning om beskyttelse af fysiske personer i forbindelse med behandling af personoplysninger og om fri udveksling af sådanne oplysninger (LOV 502 af 23-05-2014), ofte blot kendt som »Databeskyttelsesloven«, er en dansk lov, hvis formål er at supplere EU's databeskyttelsesforordning i den danske lovgivning. Loven trådte i kraft d. 25. maj 2018.
Loven erstattede lov om behandling af personoplysninger fra 2000.

## Baggrund
I 2012 fremsatte Europa-Kommissionen et forslag om en pakke af nye regler vedr. databeskyttelse i EU, herunder en forordning om databeskyttelse, også kendt som General Data Protection Regulation (forkortet GDPR). Sidstnævnte forordning blev vedtaget d. 14. april 2016, og som konsekvens heraf skulle medlemslandene have gennemført i national ret inden d. 25. maj 2018. Den nye forordning erstattede Databeskyttelsesdirektivet fra 1995.
Derfor fremsatte daværende justitsminister Søren Pape Poulsen i oktober 2017 et lovforslag med henblik på at supplere forordningen. Lovforslaget blev vedtaget af Folketinget d. 17. maj 2018 og trådte i kraft d. 25. maj 2018.